# NGC 5311
NGC 5311 ist ein linsenförmiger Blazar vom Hubble-Typ S0/a im Sternbild Jagdhunde am Nordsternhimmel. Er ist schätzungsweise 122 Millionen Lichtjahre von der Milchstraße entfernt und hat einen Durchmesser von etwa 95.000 Lj.
NGC 5311 ist Teil einer Galaxiengruppe, die auch unter dem Namen Hickson Kompakte Gruppe 68 bekannt ist. Dieser Gruppe gehören unter anderem die Galaxien NGC 5313, NGC 5350, NGC 5353, NGC 5354, NGC 5355 und NGC 5358 an.
Das Objekt wurde am 14. Januar 1788 von Wilhelm Herschel mit einem 18,7-Zoll-Spiegelteleskop entdeckt, der sie dabei mit „F, S“ beschrieb.